# Mühlberg (Bad Lobenstein)
Mühlberg ist ein Stadtteil von Bad Lobenstein im Saale-Orla-Kreis in Thüringen.

## Geografie und Geologie
Mühlberg liegt wie Saaldorf rechts des Bleilochstausees der Saale in einer kleinen Bucht. Über die Bundesstraße 90 und einem Verbindungsweg nach der Brücke von Bad Lobenstein kommend rechts ab erreicht man den Weiler. Im Zuge des Neu- und Ausbaus der Bundesstraße erhält Mühlberg eine eigene Anschlussstelle, um die Bundesstraße kreuzungsfrei zu gestalten.
Seit dem Anstau des Wassers in dem Stausee liegt Mühlberg auf einer Etage wenige Meter über dem normalen Wasserspiegel des Sees auf einem typischen Plateau des Südostthüringer Schiefergebirges. Auf dieser und der überfluteten Fläche dieser Lage ernährten sich einst die Bewohner des Weilers. Später war es eine Grünland und Jungrinderweidefläche der LPG „Oberland“ Lobenstein.
Nachbarorte sind das nahe liegende Saaldorf und das östlich weiter entfernte Langgrün.
Mit der Linie 720 des Verkehrsunternehmens KomBus hat Mühlberg Anschluss an die Kernstadt Bad Lobenstein und von da aus an die Städte Naila (Linie 620) und Ziegenrück (Linie 620) sowie an die Stadt Schleiz.

## Geschichte
1783 wurde der Weiler Mühlberg urkundlich erstmals erwähnt.
Schon immer und besonders nach der Wende nutzten die Mühlberger die prädestinierte Lage für Urlauber und Wassersportler.